# Tsapiky
Le Tsapiky  est un genre musical originaire de Madagascar.

## Histoire

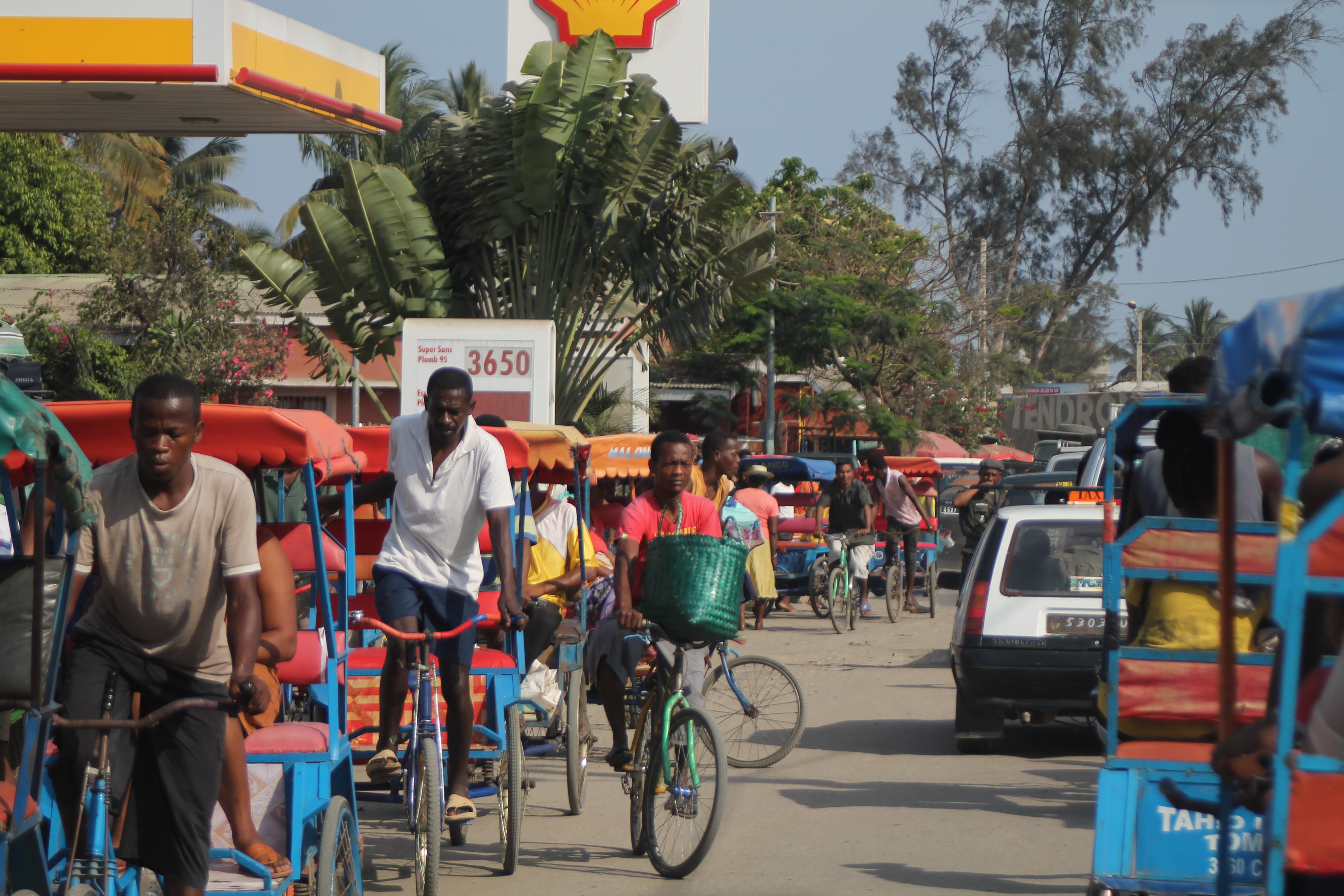
Toliara (Tulear)

Il est né plus précisément dans la région de Tuléar, au sud-ouest de l'île, dans les années 1970. Le tsapiky est lié initialement à des cérémonies rituelles, qui peuvent durer plusieurs heures, voir quelques jours. Il se caractérise par une grande variété de caractéristiques musicales, mêlant rythmes rapides, énergique et saccadés et ambiances plus feutrées.

Un des représentants en France du Tsapiky est Damily, musicien d'origine malgache. L'ethnomusicologue Julien Mallet est un des spécialistes actuels de ce genre musical. Il rapporte notamment :

« Musique de toutes les occasions, de tous les lieux, des bals poussières en brousse, des boites en villes, des stades de foot, du quotidien, musique proche de la transe, toujours virtuose mais surtout musique de cérémonie exténuantes sur trois jours, la culture du tsapiky convoque autant les ancêtres que l'érotisme de tout le corps. »

— Julien Mallet

### Origines et évolution
Né dans les années 1970 , le tsapiky a intégré les guitares électriques dans les années 1980 . Le tsapiky a véritablement commencé à connaître un niveau d'engouement national au milieu des années 1990[réf. souhaitée]. Il a fallu attendre la sortie en 2000 de la compilation « Tulear Never Sleeps[source insuffisante] », sur le label Earthworks, pour que le genre rencontre une notoriété internationale[non neutre][réf. nécessaire]. Cette compilation, cependant, met en valeur le tsapiky « traditionnel », tel que celui qui était exécuté dans les villages ruraux vingt ans auparavant, plutôt que le style amplifié, synthétisé et remixé, diffusé massivement sur les radios et représenté par des stars nationales comme Tearano, Terakaly, Jarifa et Mamy Gotso.

## Caractéristiques musicales
Le tsapiky a pris naissance à partir de la musique traditionnelle de la région de Tuléar, et a été récemment adapté aux instruments modernes tels que la guitare électrique, la guitare basse et la batterie. Plus rapide que les autres rythmes malgache, cette musique dispose d'un style de jeu de guitare inspirée par les compositions du « Marovany » traditionnel, mais l'influence de la musique des « townships » sud-africain est évidente par les duos de guitares et le chant polyharmonique, souvent interprété par des chanteuses qui répètent des variations sur un court refrain tout au long de la chanson.

## Place dans la société malgache
La musique Tsapiky est pratiquée à toutes sortes d'occasions solennelles dans le Sud, que ce soit les célébrations collectives ou des funérailles.

## Sources
- Julien Mallet, Le tsapiky, une jeune musique de Madagascar : ancêtres, cassettes et bals-poussière, Paris, Karthala, 2009, 279 p. (ISBN 978-2-8111-0209-8, lire en ligne)
- Madagascar. Tsapiky, panorama d’une jeune musique de Tuléar, orchestres électriques, accordéons, fanfare, guitares acoustiques… / Enregistrements (2000) et textes de présentation de Julien Mallet, 2004
- Anderson, Ian (2000), "Ocean Music from Southeast Africa", The Rough Guide to World Music, Vol. 1: Africa, Europe and the Middle East, Rough Guides, pp. 523–532,  (ISBN 978-1-84353-551-5), retrieved November 17, 2010
- Martin, Denis-Constant, « Madagascar. Tsapiky, panorama d’une jeune musique de Tuléar, orches... », Cahiers d’ethnomusicologie. Anciennement Cahiers de musiques traditionnelles, Infolio Editeur / Ateliers d’ethnomusicologie, no 18,‎ 31 décembre 2005, p. 327–329 (ISSN 1662-372X, lire en ligne, consulté le 31 décembre 2023)
- http://www.africultures.com/php/?nav=article&no=8941
- http://www.francemusique.fr/emission/carnet-de-voyage/2014-2015/faire-danser-les-morts-le-tsapiky-de-madagascar-01-25-2015-19-00